# Невідома Україна. Як судились колись в Україні
«Невідома Україна. Як судились колись в Україні» — Етюди з історії права.
Кіноцикл складається із 8 15-хвилинних фільмів, створених Національною кінематекою України (спадкоємницею кіностудії «Київнаукфільм») у 1993 році.
Частина документального серіалу Невідома Україна.

## Опис серій
- Фільм 1. «Середньовіччя зачинається о 18:00»
У Луцькому замку актори, використовуючи документи XVI століття, розігрують дійство, яке допомагає зрозуміти систему судочинства у Великому князівстві литовському, права і свободи різних верств українського населення за Литовським статутом.
У фільмі знімалися: Віталій Жежера, артисти ансамблю бального танцю «Ритм» м. Луцьк.
  - Автор сценарію: Дмитро Богданов.
  - Режисер: Дмитро Богданов.
  - Оператор: Світлана Зінов'єва.
- Фільм 2. «Я, милістю божою, пан возний»
З допомогою персонажів лялькового театру розкрито функції Возного на Україні у XVI столітті та доля банітів.
У фільмі знімалися: Людмила Мікоян, Петро Савош, Григорій Швець, Сергій Васютинський, Світлана Ламонова, Світлана Перцова, Петро Свіст, в епізодах — актори Волинського обласного театру ляльок.
  - Автор сценарію: Дмитро Богданов.
  - Режисер: Дмитро Богданов.
  - Оператор: Світлана Зінов'єва.
- Фільм 3. «Видряпатися на попа»
Події відбуваються в одному із сіл Подніпров'я у XVII столітті. Роль священика у вирішенні питань сімейного життя і моралі.
У фільмі знімалися: Віталій Розстальний, Борис Олександров, Сергій Баранов, Юрій Самсонов, Ганна Левченко, Анатолій Барчук, Олег Миколайчук, Віталій Дзюбенко. Текст читав Олег Замятін.
  - Автор сценарію: Олег Миколайчук.
  - Режисер: Олександр Давиденко.
  - Оператор: Євген Геранін.
- Фільм 4. «Український Соломон або козацька правда і закон»
Актори розігрують ситуацію, в якій розкриваються козацькі традиції охорони правопорядку і судочинства.
У фільмі знімалися: Віталій Розстальний, Йосип Найдук, Тарас Денисенко, Наталія Гончар, Євген Шумьский.
  - Автор сценарію: Олег Миколайчук.
  - Режисер: Олександр Давиденко.
  - Оператор: Євген Геранін.
- Фільм 5. «Втрачені права»
Процес втрати Україною власного права і заміна його законами Російської імперії. Дослідник старовинного збірника «Права, за якими судився малоросійський народ», професор університету святого Володимира Олександр Федорович Костяківський.
У фільмі знімався Валерій Шептекіта.
  - Автор сценарію: Євген Бєлкін.
  - Режисер: Євген Бєлкін.
  - Оператор: Олег Маловицький.
- Фільм 6. «Магдебурзькі хроніки»
Засобами ігрового кіно розкрито два типи суду в Україні. Один судив за Магдебурзьким правом, інший — за народним звичаєвим.
У фільмі знімалися: Тамара Назарова, Олександр Герелес, Олег Замятін, Юрій Коваленко, Ганна Левченко, Надія Адамчук, Віктор Андрієнко, Віктор Ганцев, Олександр Павлюк, Юрій Дзиновський, Пердековія Богопольська, Неоніла Світлична, Зінаїда Терещенко, Сашко Кабаченко, Сашко Цегляр, Ліда Столярова.
  - Автор сценарію: Віталій Жежера.
  - Режисер: Олександр Столяров.
  - Оператор: Світлана Зінов'єва.
- Фільм 7. «Перші кроки криміналістики»
Засобами ігрового і наукового кіно розповідається про виникнення на рубежі XIX і XX століть нової науки криміналістики.
У фільмі знімалися: Валентина Аністратенко, Олександр Биструшкін, Валентин Шестопалов.
  - Автор сценарію: Євген Бєлкін.
  - Режисер: Євген Бєлкін.
  - Оператор: Олег Маловицький.
- Фільм 8. «Бий, хто цнотливий!»
Історія одного вбивства та процес судочинства 1648 року у Луцьку.
У фільмі знімалися: Віталій Жежера, Лариса Гарлінська, Оксана Шерман.
  - Автор сценарію: Дмитро Богданов.
  - Режисер: Дмитро Богданов.
  - Оператор: Світлана Зінов'єва.